# Praktisch getal
Een positief geheel getal {\displaystyle n} wordt in de getaltheorie gedefinieerd als een praktisch getal wanneer elk geheel getal van 1 tot {\displaystyle n} geschreven kan worden als een som van verschillende delers van {\displaystyle n}. Er zijn oneindig veel praktische getallen. De eerste praktische getallen zijn:
1, 2, 4, 6, 8, 12, 16, 18, 20, 24, 28, 30, 32, 36, 40, 42, 48, 54, ....
Bijvoorbeeld: 12 is een praktisch getal want de getallen 1 tot en met 12 kunnen geschreven worden als een som van verschillende delers van 12. De delers van 12 zijn 1, 2, 3, 4, 6 en 12 en verder geldt dat 5=2+3, 7=4+3, 8=2+6, 9=3+6, 10=4+6 en 11=1+4+6.
De Indische wiskundige A.K. Srinivasan introduceerde in 1948 de naam "praktisch getal".

## Bepalen van praktische getallen
Of een gegeven getal een praktisch getal is, kan men bepalen aan de hand van zijn ontbinding in priemfactoren. Zij deze ontbinding
{\displaystyle n=p_{1}^{\alpha _{1}}\cdots p_{k}^{\alpha _{k}}} met {\displaystyle n>1} en met de priemfactoren {\displaystyle p_{1}<p_{2}<\ldots <p_{k}}
Dan is {\displaystyle n} een praktisch getal dan en slechts dan als {\displaystyle p_{1}=2} en, voor elke {\displaystyle i} van 2 tot {\displaystyle k},
{\displaystyle p_{i}\leq 1+\sigma (p_{1}^{\alpha _{1}}\cdots p_{i-1}^{\alpha _{i-1}})=1+\prod _{j=1}^{i-1}{\frac {p_{j}^{\alpha _{j}+1}-1}{p_{j}-1}},}
waarin {\displaystyle \sigma (x)} de som van de delers van {\displaystyle x} is.
Deze stelling werd bewezen door B.M. Stewart in 1954 en Wacław Sierpiński in 1955.

## Voorbeelden
- 2 is een praktisch getal en elke macht van 2 is dat ook.
- Elk even perfect getal is een praktisch getal.
- Elke primoriaal, het product van de eerste {\displaystyle x} priemgetallen, is een praktisch getal.

## Enkele eigenschappen
- Alle praktische getallen vanaf 2 zijn even.
- Elk praktisch getal groter dan 2 is een veelvoud van 4 of 6.
- Als {\displaystyle n} een praktisch getal is, is {\displaystyle 2n} ook een praktisch getal.
- Er zijn oneindig veel trio's van getallen {\displaystyle m-2,\,m,\,m+2} die alle drie praktische getallen zijn.[5]
- Noem {\displaystyle P(x)} het aantal praktische getallen die niet groter zijn dan {\displaystyle x}. De orde van grootte van {\displaystyle P(x)} is {\displaystyle x/\log x}.[6]

## Overeenkomst met de priemgetallen
De verzameling van de praktische getallen en van de priemgetallen hebben veel hetzelfde. Ze hebben op het eerste gezicht een zelfde soort verdeling en de verschillen tussen opeenvolgende getallen houden gelijke tred. Er zijn oneindig veel "tweelingen", twee opeenvolgende praktische getallen met een verschil van twee, die ongeveer dezelfde verdeling hebben als dat het geval is bij de priemgetallen. Voor praktische getallen is een stelling, die met het vermoeden van Goldbach overeenkomt: elk even positief geheel getal is een som van twee praktische getallen. Het is ook bewezen dat er oneindig veel "praktische Fibonaccigetallen" zijn. Er is voor priemgetallen een dergelijke stelling nog niet bewezen.